# خالد سيف
خالد وليد إبراهيم أحمد سيف (1975 في لندن -) سياسي واقتصادي ومدير أعمال أردني فلسطيني، يحمل درجة الدكتوراه في إدارة الأعمال، شغل منصب وزير النقل الأردني في حكومة عمر الرزاز.

## نشأته وحياته الشخصية
ولد خالد وليد إبراهيم أحمد سيف في العاصمة البريطانية لندن عام 1975 لعائلة فلسطينية من مدينة طولكرم بالضفة الغربية، وهو من نفس عائلة الملكة رانيا العبد الله ابنة مدينة طولكرم. والده هو الأديب الدكتور وليد سيف المولود في مدينة طولكرم، ووالدته هي الدكتورة إيمان محمود إبراهيم سيف من مدينة طولكرم أيضًا.
أما جده من جهة أمه، وأيضًا عم والده، فهو عميد العائلة الدكتور محمود إبراهيم سيف الذي شغل منصب عميد كلية الآداب في الجامعة الأردنية خلال فترة 1980-1983.

## مؤهلاته العلمية
- درجة البكالوريس في «إدارة الأعمال»، من جامعة غرب سيدني في أستراليا.[6]
- درجة الماجستير في «فلسفة البحث العلمي»، من جامعة نورثهامبتون في إنجلترا.[6]
- درجة الدكتوراه في «إدارة الأعمال»، من جامعة نورثهامبتون في إنجلترا.[6]

## حياته العملية
- ممارس وخبير معتمد من قبل مجلس سلسلة التزويد والتوريد في الولايات المتحدة الأمريكية.[7]
- مدير قسم التزويد والنقل واللوجستيات في «شركة نستلة العالمية».[8]
- مدير إقليمي في «مجموعة السلطان الكويتية».[9]
- مدير العمليات في «الشركة المتكاملة للنقل المتعدد».[7]
- مدير عام «مجموعة أبو خضر للسيارات».[10]

## مناصبه
- وزير النقل الأردني في حكومة عمر الرزاز منذ 7 نوفمبر 2019، بموجب الإرادة الملكية الصادرة عن الملك عبدالله الثاني بن الحسين،[11] حيث أدى سيف اليمين الدستوية أمام الملك في 7 نوفمبر 2019،[1] واستمر لغاية تشكيل حكومة بشر الخصاونة في 12 أكتوبر 2020.
- رئيس هيئة تنظيم النقل البري الأردنية منذ 7 نوفمبر 2019 وحتى 12 أكتوبر 2020.[12][13]